# グリゴリー・ロマノフ
グリゴリー・ワシリエヴィチ・ロマノフ（ロシア語: Григо́рий Васи́льевич Рома́нов, ラテン文字転写: Grigory Vasilyevich Romanov; 1923年2月7日 - 2008年6月3日）は、ソビエト連邦の政治家。ロシア人。ソ連共産党政治局員、同党書記局員を歴任。
チェルネンコ書記長の死後、ゴルバチョフが書記長に就任するに当たっての最大のライバルであった。なお、ロマノフは旧帝室のロマノフ家とは血縁関係にはない。

## 来歴・人物

### 生い立ちと政界での出世
1923年2月7日、ノヴゴロド州の労働者の家庭に生まれる。働きながら高等学校を卒業する。高校卒業とともにソ連軍に入営し、第二次世界大戦に従軍した。戦時中の1944年ソ連共産党に入党する。1953年レニングラード造船大学夜間過程を卒業し、造船技師となる。翌1954年ジダーノフ名称造船所共産党書記に選出される。以後、レニングラードの共産党地区、市レベルの党官僚（専従職員、アパラチキ）を務める。レオニード・ブレジネフ書記長時代の1970年9月、レニングラード州第一書記に選出され、主としてレニングラードにおける軍事産業育成に貢献があったとされる。1971年ソ連共産党中央委員会委員に、1973年ソ連共産党政治局員候補に選出され、1976年には政治局員に昇格する。
1978年、若手政治局員のフョードル・クラコフが急死した際には、高齢化が進む政治局員の中で「ブレジネフ後」の有力候補に成り得る存在として名前が挙げられるようになった。
1983年、ブレジネフの後継者として新書記長に就任したユーリ・アンドロポフの目に留まり、同年6月に行われた中央委員会総会の人事でレニングラード州第一書記をはずれ、有力ポストとみなされていた党中央委員会書記（重工業・軍事工業担当）に引き立てられる。なお、この中央委員会総会前、同ポストにはウラジーミル・ドルギフ政治局員候補が就いていたが、ドルギフが人脈的にはチェルネンコ系（チェルネンコと同じシベリア出身）ということでロマノフがこの地位を得た。アンドロポフ政権の後期、ロマノフはアンドロポフの最側近の1人の見なされ、同書記長の諸改革を後押しした。

### ゴルバチョフとの権力闘争
ソ連共産党においては、政治局員と書記を兼務している者が書記長に就任する必須の資格となっていたため、ミハイル・ゴルバチョフとともに病弱だったアンドロポフの有力な後継者候補として浮上した。
1984年2月にアンドロポフが死去し、コンスタンティン・チェルネンコが書記長に選出されると、名実ともにゴルバチョフとともに次の書記長職を伺い、保守派に接近する。1985年3月10日のチェルネンコ死去時、政治局員と書記を兼ねていたのはロマノフとゴルバチョフだけであり、ロマノフはゴルバチョフの唯一のライバルであった。しかしゴルバチョフは、党最古参メンバーで重鎮のアンドレイ・グロムイコ政治局員の支持を取り付け、最有力候補に躍り出る。後継書記長選出にあたり自分の不利を悟ると、モスクワ党第一書記のヴィクトル・グリシンをかつぎ出すが、もはや政治局会議でゴルバチョフが書記長に選出されることを阻止できる状況にはなかった。そして3月11日に開かれた政治局会議でロマノフ、グリシン共にゴルバチョフ支持に回り、全会一致でゴルバチョフが新書記長に選出された。

### 失脚と晩年
ゴルバチョフは書記長就任後、すぐさま自身の足場固めを図り、非ゴルバチョフ一派の排除に乗り出した。ロマノフも例外ではなく中央委員会書記・政治局員を解任され、失脚した。
その後モスクワで年金生活を送り、ソ連崩壊後の2008年6月3日、サンクトペテルブルクで死去した。85歳没。